# Чурилки
Чурилки (рос. Чурилки) — присілок в Верхнєландеховському районі Івановської області Російської Федерації.
Населення становить 4 особи. Входить до складу муніципального утворення Кромське сільське поселення.

## Історія
Від 2005 року входить до складу муніципального утворення Кромське сільське поселення.

## Населення
| 1859 | 1905 | 2010 |
| ---- | ---- | ---- |
| 58   | ↘57  | ↘4   |